# Maigret e gli aristocratici
Maigret e gli aristocratici (titolo originale francese Maigret et les vieillards), pubblicato ora col titolo Maigret e i vecchi signori, è un romanzo poliziesco di Georges Simenon con protagonista il celebre commissario Maigret, il cinquantaseiesimo romanzo della serie. L'autore lo scrisse dal 15 al 21 giugno 1960 in Svizzera, nella sua tenuta, il castello di Echandens, nel cantone di Vaud, una delle sue residenze preferite. Il libro fu pubblicato in Francia nel novembre dello stesso anno, presso l'editore Presses de la Cité.

## Trama
Un anziano ambasciatore in pensione, il conte Armand de Saint-Hilaire, viene trovato assassinato nel suo studio privato, ucciso da quattro colpi di arma da fuoco. La procura viene contattata dai servizi segreti, perché del caso si occupi un investigatore di alto rango. Maigret viene incaricato di risolvere il mistero e si immerge in un mondo di anziani nobili e aristocratici. Tutto ciò ricorda al commissario la sua infanzia a Saint-Fiacre, quando suo padre svolgeva la professione di amministratore di un castello e il piccolo Jules era al tempo stesso affascinato e intimorito dai nobili che periodicamente frequentavano la tenuta. Viene arrestata l'anziana domestica, Jaquette Larrieu, la quale si rifiuta assolutamente di parlare, poi dopo qualche tempo chiede di vedere il suo confessore. Anche il prete è anziano e le consiglia di dire la verità. Credutosi affetto da una malattia incurabile, il conte si è suicidato e lei, per paura che la Chiesa gli rifiutasse una sepoltura cristiana, ha simulato l'omicidio, sparando altri tre colpi sul corpo del conte, già riverso a terra dopo il suicidio, e facendo poi sparire l'arma.

## Adattamenti

### Televisione
- Episodio dal titolo Voices from the Past, facente parte della serie televisiva Maigret per la regia di Gerard Glaister, trasmesso per la prima volta sulla BBC il 24 settembre 1962, con Rupert Davies nel ruolo del commissario Maigret.
- Episodio dal titolo Maigret et l'ambassadeur, facente parte della serie televisiva Les enquêtes du commissaire Maigret per la regia di Stéphane Bertin, trasmesso per la prima volta su Antenne 2 l'11 novembre 1980, con Jean Richard nel ruolo del commissario Maigret.
- Episodio dal titolo Maigret et la princesse, facente parte della serie televisiva Il commissario Maigret per la regia di Laurent Heynemann, trasmesso per la prima volta nel 2003, con Bruno Cremer nel ruolo del commissario Maigret.

## Edizioni italiane
- Maigret e gli aristocratici, traduzione di Bruno Just Lazzari, Collana Il Girasole. Biblioteca Economica n.173, Milano, Mondadori, 1962. - Collana Le inchieste del commissario Maigret n.67, Mondadori, 1968; Collana Oscar n.717, Mondadori, 1976; Collana Oscar Gialli n.284, Mondadori, 1993; Postfazione di Alberto Savinio, Collana Oscar Narrativa n.1366, Mondadori, 1994.[2].
- Maigret e i vecchi signori, traduzione di Barbara Bertoni, Collana gli Adelphi n.331, Milano, Adelphi, 2008, ISBN 978-88-459-2294-7.
- in  I Maigret 12, Collana I Maigret, Milano, Adelphi, 2016, ISBN 978-88-459-3061-4. - nuova ed., Adelphi, 2019, ISBN 978-88-459-3384-4.